# روی استئور
روی استئور (انگلیسی: Roy Steur؛ زادهٔ ۱ فوریهٔ ۲۰۰۵) بازیکن فوتبال اهل هلند است که برای باشگاه فوتبال یونگ پی‌اس‌وی بازی می‌کند. 
وی همچنین در تیم ملی فوتبال زیر ۱۷ سال هلند بازی کرده است.

## دوران باشگاهی
او متولد ولندام در هلند است. استئور در سن هفده سالگی به ارتفاع ۱.۹۲ متر رسیده بود.  
استئور در سال ۲۰۱۵ به آکادمی جوانان باشگاه فوتبال آژاکس پیوست و از طریق آکادمی آن‌ها پیشرفت کرد و سپس در سال ۲۰۲۱ به باشگاه فوتبال بایر ۰۴ لورکوزن منتقل شد. در ژانویه ۲۰۲۳، استئور آلمان را ترک کرد تا به هلند بازگردد و یک قرارداد دو و نیم ساله با باشگاه فوتبال پی‌اس‌وی آیندهوون امضا کند.
او اولین بازی رده بزرگسالان خود را در ۱۷ آوریل ۲۰۲۳ برای باشگاه فوتبال یونگ پی‌اس‌وی در لیگ دسته اول فوتبال هلند مقابل باشگاه فوتبال یانگ آژاکس انجام داد و با وجود دریافت پنج گل، به خاطر سیوهایش در جریان شکست ۵–۴ اعتبار کسب کرد.

## زندگی شخصی
روی پسر یوهان استئور و برادر شان استئور است که هر دو به‌طور حرفه‌ای فوتبال بازی کرده‌اند.